# 胡桐语
胡桐语（1993年1月12日—），出生名为胡淑媛，是生于马来西亚的马来西亚的歌手。擅长歌唱、电影，精通华语、英语、马来语、福建话（闽南语）、粤语、日语等语言。并参与了一部电影叫冠军歌王在2013年上映。近年来都在日本发展自己的歌手生涯。